# Merceuil
Merceuil est une commune française située dans le département de la Côte-d'Or, en région Bourgogne-Franche-Comté.

## Géographie

### Hameaux, écarts, lieux-dits
(liste non exhaustive)
- Cissey
- Morteuil
- Les Baraques
- Répand

### Climat
Pour des articles plus généraux, voir Climat de la Bourgogne-Franche-Comté et Climat de la Côte-d'Or.
En 2010, le climat de la commune est de type climat océanique dégradé des plaines du Centre et du Nord, selon une étude du Centre national de la recherche scientifique s'appuyant sur une série de données couvrant la période 1971-2000. En 2020, Météo-France publie une typologie des climats de la France métropolitaine dans laquelle la commune est dans une zone de transition entre le climat océanique altéré et le climat océanique altéré et est dans la région climatique  Bourgogne, vallée de la Saône, caractérisée par un bon ensoleillement (1 900 h/an), un été chaud (18,5 °C), un air sec au printemps et en été et des vents faibles. 
Pour la période 1971-2000, la température annuelle moyenne est de 11,1 °C, avec une amplitude thermique annuelle de 17,9 °C. Le cumul annuel moyen de précipitations est de 741 mm, avec 10,8 jours de précipitations en janvier et 7,2 jours en juillet. Pour la période 1991-2020, la température moyenne annuelle observée sur la station météorologique de Météo-France la plus proche, « La Rochepot », sur la commune de La Rochepot à 12 km à vol d'oiseau, est de 10,6 °C et le cumul annuel moyen de précipitations est de 849,5 mm,. Pour l'avenir, les paramètres climatiques de la commune estimés pour 2050 selon différents scénarios d'émission de gaz à effet de serre sont consultables sur un site dédié publié par Météo-France en novembre 2022.

## Urbanisme

### Typologie
Au 1er janvier 2024, Merceuil est catégorisée commune rurale à habitat dispersé, selon la nouvelle grille communale de densité à 7 niveaux définie par l'Insee en 2022.
Elle est située hors unité urbaine. Par ailleurs la commune fait partie de l'aire d'attraction de Beaune, dont elle est une commune de la couronne,. Cette aire, qui regroupe 64 communes, est catégorisée dans les aires de 50 000 à moins de 200 000 habitants,.

### Occupation des sols
L'occupation des sols de la commune, telle qu'elle ressort de la base de données européenne d’occupation biophysique des sols Corine Land Cover (CLC), est marquée par l'importance des territoires agricoles (81,7 % en 2018), une proportion sensiblement équivalente à celle de 1990 (82,3 %). La répartition détaillée en 2018 est la suivante : 
terres arables (48,6 %), prairies (21,5 %), forêts (12,1 %), zones agricoles hétérogènes (9,8 %), zones urbanisées (2,8 %), zones industrielles ou commerciales et réseaux de communication (2,4 %), cultures permanentes (1,8 %), eaux continentales (0,9 %). L'évolution de l’occupation des sols de la commune et de ses infrastructures peut être observée sur les différentes représentations cartographiques du territoire : la carte de Cassini (XVIIIe siècle), la carte d'état-major (1820-1866) et les cartes ou photos aériennes de l'IGN pour la période actuelle (1950 à aujourd'hui).

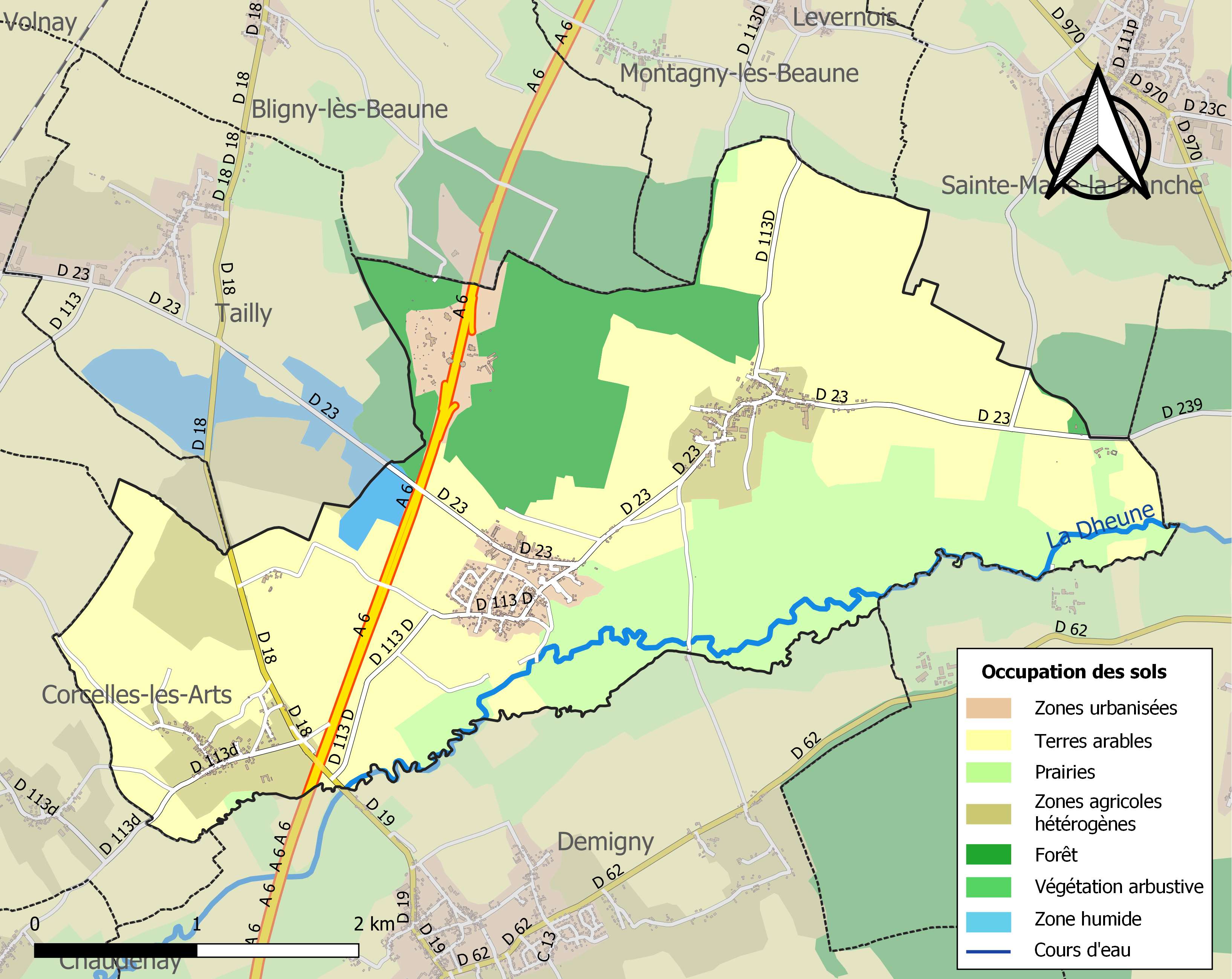
Carte des infrastructures et de l'occupation des sols de la commune en 2018 (CLC).

## Histoire
- Cissey, seigneurie dont la partie laïque appartenait en 1450 au chancelier Nicolas Rolin.

## Politique et administration
| Période                                  | Période    | Identité               | Étiquette    | Qualité            |
| ---------------------------------------- | ---------- | ---------------------- | ------------ | ------------------ |
| avant 1922                               | 1925       | Luc Troussard          |              |                    |
| 1925                                     | 1925       | Claude Bonnard         |              |                    |
| 1925                                     | 1933       | Lucien Remy            |              |                    |
| 1933                                     | après 1935 | Louis Goichot          |              |                    |
| mars 2001                                | en cours   | Jean-Pierre Rebourgeon | RPR puis UMP | Conseiller général |
| Les données manquantes sont à compléter. |            |                        |              |                    |

## Démographie
En 2022 , la commune de Merceuil comptait 814 habitants. À partir du XXIe siècle, les recensements réels des communes de moins de 10 000 habitants ont lieu tous les cinq ans. Les autres « recensements » sont des estimations.
| 1793 | 1800 | 1806 | 1821 | 1831 | 1836 | 1841 | 1846 | 1851 |
| ---- | ---- | ---- | ---- | ---- | ---- | ---- | ---- | ---- |
| 873  | 690  | 724  | 656  | 690  | 717  | 703  | 745  | 667  |

| 1856 | 1861 | 1866 | 1872 | 1876 | 1881 | 1886 | 1891 | 1896 |
| ---- | ---- | ---- | ---- | ---- | ---- | ---- | ---- | ---- |
| 677  | 665  | 710  | 754  | 773  | 790  | 825  | 800  | 714  |

| 1901 | 1906 | 1911 | 1921 | 1926 | 1931 | 1936 | 1946 | 1954 |
| ---- | ---- | ---- | ---- | ---- | ---- | ---- | ---- | ---- |
| 747  | 693  | 681  | 527  | 506  | 468  | 457  | 467  | 456  |

| 1962 | 1968 | 1975 | 1982 | 1990 | 1999 | 2004 | 2006 | 2009 |
| ---- | ---- | ---- | ---- | ---- | ---- | ---- | ---- | ---- |
| 424  | 382  | 370  | 526  | 579  | 548  | 610  | 660  | 829  |

| 2014 | 2019 | 2022 | - | - | - | - | - | - |
| ---- | ---- | ---- | - | - | - | - | - | - |
| 821  | 807  | 814  | - | - | - | - | - | - |

## Lieux et monuments
- Archéodrome de Beaune (fermé définitivement le 31 octobre 2005).
- Château de Cissey
- Château de Morteuil
- Un mémorial a été érigé sur l'aire du Curney, sur l'autoroute A6, pour l'accident de la circulation automobile qui a eu lieu le 31 juillet 1982, accident de la route le plus meurtrier en France (53 morts dont 44 enfants).

## Héraldique
| Blason de Merceuil | Blason  | De gueules au lion d'argent, à la fasce d'or brochant sur le tout. |
| Blason de Merceuil | Détails | Le statut officiel du blason reste à déterminer.                   |